# اردو دایره‌المعارف اسلامیه
اردو دایره‌المعارف اسلامیه (به اردو: اردو دائرہ معارف اسلامیہ) بزرگترین دانشنامه اسلامی است که به زبان اردو و در دانشگاه پنجاب چاپ شده است. این دانشنامه نسخه ترجمه شده، گسترده شده و بازبینی شده دانشنامه اسلام است. نوشتن آن در دهه 1950 میلادی در دانشگاه پنجاب شروع شد. در سال 1989 کل 23 جلد آن منتشر شد.

## منبع
- ویکی پدیای انگلیسی